# Dollars Corner (Washington)
Dollars Corner  est une census-designated place américaine de l'État de Washington dans le comté de Clark. 
La population était de 1 108 habitants en 2010.